# Wolfenstein: Cyberpilot
Wolfenstein: Cyberpilot — відеогра у жанрі шутер від першої особи, розроблена Arkane Lyon спільно з MachineGames та видана Bethesda Softworks. Це спін-офф серії Wolfenstein, Cyberpilot — це гра у віртуальній реальності. Гра вийшла для Windows PC та PlayStation 4 у липні 2019 року. Вона отримала змішані або середні відгуки після релізу.

## Геймплей
На відміну від попередніх частин, «Кіберпілот» — це досвід віртуальної реальності. Cyberpilot — це побічна історія, яка хронологічно відбувається за тиждень до подій Wolfenstein: Youngblood. Дія відбувається через двадцять років після подій The New Colossus, головний герой зображений як комп'ютерний хакер, відомий як Cyberpilot, який працює на французький Опір проти нацистського режиму. За допомогою хакерських атак персонаж захоплює ворожі броньовані бойові машини та використовує їх проти нацистських солдатів. У грі є чотири рівні та три пілотовані машини, включаючи Panzerhund, Zitadelle та невеликий дрон для стелс-місії. Під час бою гравці можуть час від часу розгортати щит, щоб захистити себе. У перервах між місіями гравці можуть досліджувати бункер Опору.

## Розвиток
Cyberpilot була розроблена в основному студією Arkane Studios у Ліоні, а розробник франшизи MachineGames забезпечив додаткову розробку. Arkane Lyon задумала гру як «інший» різновид Wolfenstein, і тому не намагалася наслідувати геймплей основних ігор серії. Гра була анонсована видавцем Bethesda Softworks під час прес-конференції на виставці E3 2018. Вона вийшла 26 липня 2019 року для Windows PC та PlayStation 4.
«Cyberpilot», та «Youngblood» першими у франшизі скористалися «положенням про соціальну адекватність», запровадженим Unterhaltungssoftware Selbstkontrolle (USK; німецька рада з оцінки програмного забезпечення) у серпні 2018 року, що дозволило використовувати нацистські зображення та символи у відеоіграх у відповідних сценаріях, які розглядаються в кожному конкретному випадку. Попри офіційний рейтинг USK, великі німецькі рітейлери, такі як MediaMarkt, Saturn та GameStop, відмовилися продавати нецензуровану версію, пропонуючи лише окрему німецьку версію, в якій відсутні всі нацистські зображення та згадки, а німецька мова є єдиною мовною опцією.

## Рецепція
Гра отримала загалом «змішані або середні» відгуки після релізу за версією агрегатора рецензій Metacritic.
Візуальні ефекти та презентація гри отримали певну похвалу. Багато критиків критикували бої за їхню простоту і незграбність, а також зауважили, що вогнепальній зброї в грі бракує відчуття удару. Критики також були розчаровані тонкою розповіддю гри, відчуваючи, що вони не досягли стандарту, встановленого попередніми іграми серії Wolfenstein. Критикували також її коротку тривалість і брак рентабельності.